# المحفر (مناخة)

تعديل مصدري - تعديل

المحفر هي إحدى قرى عزلة بني برة بمديرية مناخة التابعة لمحافظة صنعاء، بلغ تعداد سكانها 131 نسمة حسب تعداد اليمن لعام 2004.